# フルカ・オーバーアルプ鉄道BDeh2/4形電車

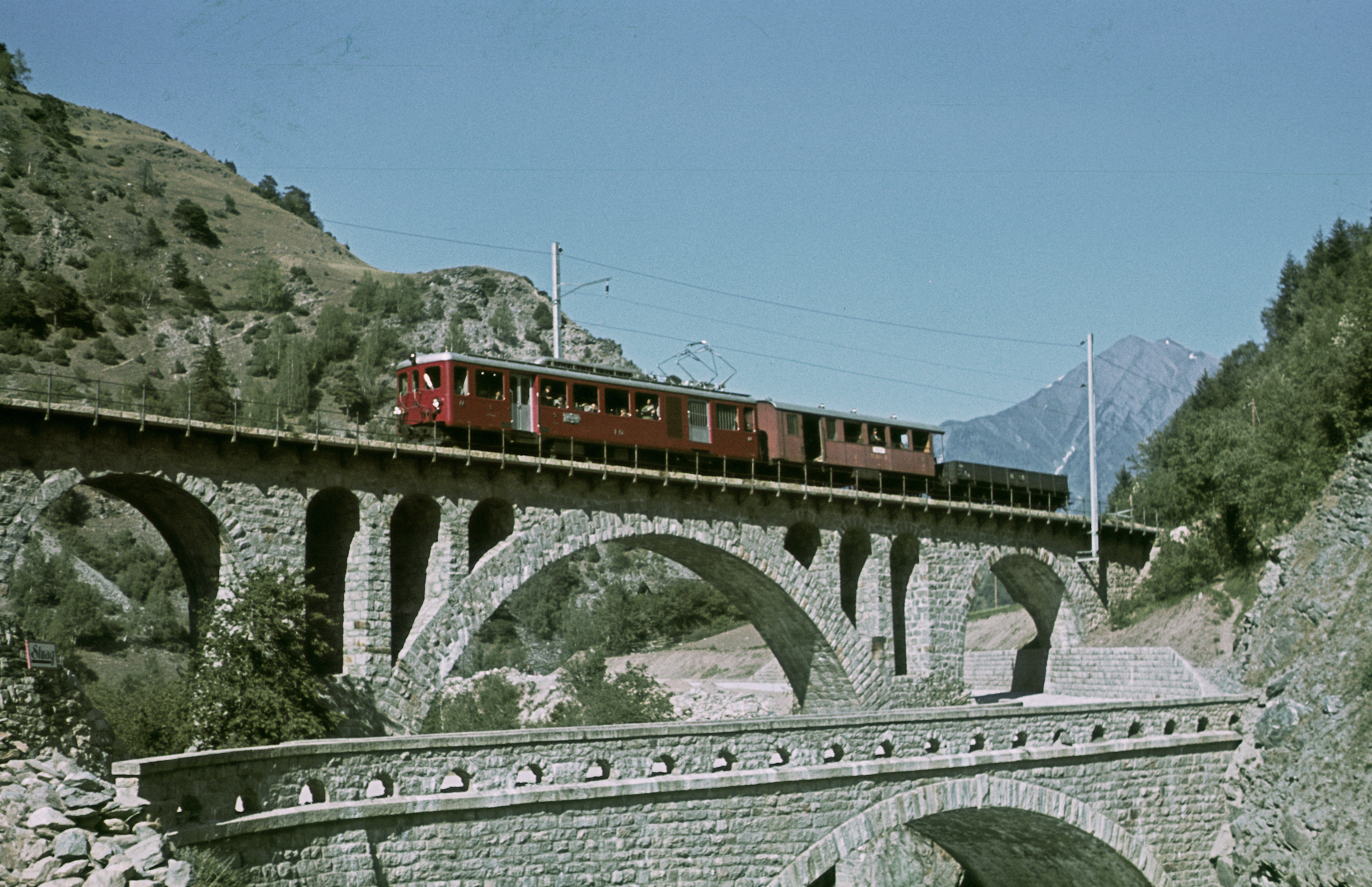
導入当時のCFhe2/4 44号機、メーレル駅 - ベッテン山麓駅間、1942年

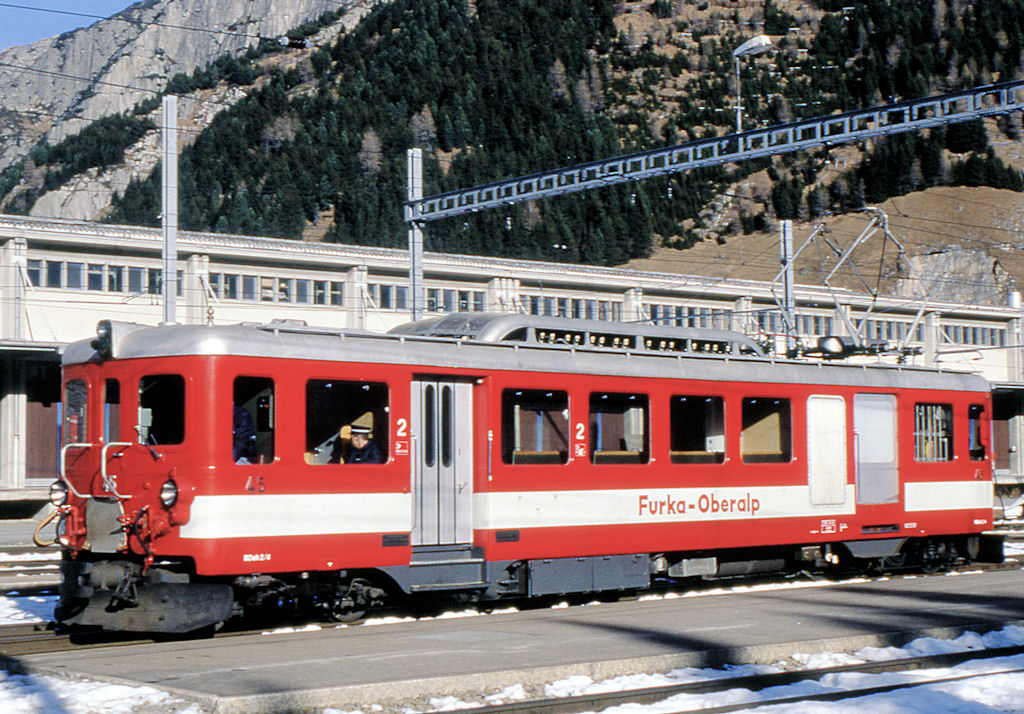
BDeh2/4 45号機、1等室の2等室化および新塗装化後、1997年

フルカ・オーバーアルプ鉄道BDeh2/4形電車（フルカ・オーバーアルプてつどうBDeh2/4がたでんしゃ）は、スイス南部の私鉄であったシェレネン鉄道（Schöllenenbahn (SchB) ）およびフルカ・オーバーアルプ鉄道（Furka–Oberalp Bahn (FO)）で使用されていた山岳鉄道用ラック式荷物電車である。なお、本形式はBCFhe2/4形もしくはCFhe2/4形として製造された機体であるが、その後幾度かの称号改正および客室等級の変更によりBDeh2/4形となったものである。

## 概要
2003年にブリーク-フィスプ-ツェルマット鉄道フルカ・オーバーアルプ鉄道 (FO) Furka-Oberalp-Bahnは、路線の両端のディゼンティス/ミュスターとブリークで接続する同じ1000mm軌間のレーティッシュ鉄道およびフィスプ-ツェルマット鉄道がいずれもAC11000V16 2/3Hzで1920-30年代までに電化がなされ、路線のほぼ中央のアンデルマットで接続する同じく1000mm軌間のシェレネン鉄道がDC1200Vで電化されていたのに対して、1940年代まで蒸気機関車による運行が続いていた。しかし、第二次世界大戦による石炭の価格高騰の影響によって同鉄道も電化されることとなり、両端で接続し、1930年からは夏期に氷河急行の客車の直通が行われていた両鉄道と同じAC11000V16 2/3Hzでの電化が1940-42年に実施された。
一方、1917年に全線開業し、後の1961年にはフルカ・オーバーアルプ鉄道に統合されたシェレネン鉄道は、スイス国鉄ゴッタルド線のゴッタルドトンネル北口のゲシェネンから旧街道沿いの宿場町のアンデルマット間を結んでおり、アンデルマットがスイス陸軍の重要拠点であったため、当初より全線電化で、1925年には通年運行が開始されていた。同鉄道は、フルカ・オーバーアルプ鉄道と共用しているアンデルマット駅が交流電化されることとなったため、全線の電化方式を同じAC11000V16 2/3Hzに変更することとなった。なお、フルカ・オーバーアルプの電化工事中の1940年にはフルカ・オーバーアルプ鉄道のアンデルマット - オーバーアルプゼー間が直流1200Vで電化され、一部列車がシェレネン鉄道の機材によって運行されている。
この電化に際して、フルカ・オーバーアルプ鉄道では、フィスプ-ツェルマット鉄道が1929-30年に導入したHGe4/4形ラック式電気機関車を原形として改良、高出力化したHGe4/4I形を、シェレネン鉄道は既存のHGe2/2形の電気機器を交流化改造した機体をそれぞれ導入することとなったが、同時に短編成の旅客列車用に両鉄道で同一仕様のラック式電車を導入することとなり、製造された機体が本稿で述べるBCFhe2/4形である。本形式は1941年にシェレネン鉄道所有の41号機、フルカ・オーバーアルプ鉄道所有の42、43号機が2等、3等、荷物合造電車のBCFhe2/4形として導入され、その後同形ながら客室を3等のみとしたCFhe2/4形の44、45号機がフルカ・オーバーアルプ鉄道に導入されており、その後下表の通り客室等級の変更と称号改正を経ている。なお、1956年の称号改正はスイスの鉄道車両の客室等級が1-3等の3クラスから1-2等の2クラスとなり、これを表す形式称号も"A"、"B"、"C"から"A"、"B"に変更となったことによるもの、1962年の改正は荷物室を表す形式称号が"F"から"D"に変更となったことによるもの、1969年の改正はラック式電車を表す形式称号が粘着/ラック式電車は"eh"、ラック式専用電車は"he" に区分されたことによるものである。
本形式は車体、機械部分、台車の製造をSLM、電機部分、主電動機の製造をBBCおよびSAASが担当し、低圧タップ切換制御により1時間定格出力426kW、牽引力118kNを発揮する山岳鉄道用の機体であり、シェレネン鉄道の179パーミル区間では客車1両を、フルカ・オーバーアルプ鉄道の110パーミル区間では2両、90パーミル区間では3両を牽引可能であった。それぞれの機番とSLM製番、製造年、形式称号の変遷は下記のとおりである。
| 製造時形式/機番 | SLM製番 | 製造時所属 | 製造所       | 製造年 | 2等室設置/形式変更 →BCFhe2/4形 | 称号改正 →ABFhe2/4形 | 所属変更 SchB→FO | 称号改正 →ABDhe2/4形 | 称号改正 →ABDeh2/4形 | 1等室廃止/形式変更 →BDeh2/4形 | 片運転台化   | 廃車年 |
| --------------- | ------- | ---------- | ------------ | ------ | ------------------------------ | -------------------- | ---------------- | -------------------- | -------------------- | ----------------------------- | ------------ | ------ |
| BCFhe2/4 41     | 3765    | SchB       | SLM/BBC/SAAS | 1941年 | -                              | 1956年               | 1961年8月1日     | 1962年               | 1969年               | 1974年                        | -            | 2010年 |
| BCFhe2/4 42     | 3766    | FO         | SLM/BBC/SAAS | 1941年 | -                              | 1956年               | -                | 1962年               | 1969年               | 1977年6月8日                  | -            | 2000年 |
| BCFhe2/4 43     | 3767    | FO         | SLM/BBC/SAAS | 1941年 | -                              | 1956年               | -                | 1962年               | 1969年               | 1974年3月4日                  | 1974年3月4日 | 1995年 |
| CFhe2/4 44      | 3778    | FO         | SLM/BBC/SAAS | 1942年 | 1946年2月18日                  | 1956年               | -                | 1962年               | 1969年               | 1975年6月13日                 | -            | 2000年 |
| CFhe2/4 45      | 3779    | FO         | SLM/BBC/SAAS | 1942年 | 1946年                         | 1956年               | -                | 1962年               | 1969年               | 1978年5月5日                  | -            | 2001年 |

## 仕様

### 車体
- 車体は両運転台式で材質は台枠、妻および側構体が鋼製で、軽量化のため屋根および扉類がアルミニウムとなっており、スイスでは1930年代から普及の始まった軽量構造で、窓下部にのみ型帯が入る丸みを帯びた形態となっている。台枠は、以降のスイス製の鉄道車両では標準となる、側梁および端梁の高さがあり、台車が台枠内にはまり込む形で装備される構造を持つものとなっているほかシェレネン線の179パーミルでの列車牽引に配慮した設計となっている。
- 車体室内は後位側から[9]運転室 - 1等室 - 乗降デッキ - 2等室 - トイレと機器室 - 荷物室 - 運転室の配置となっており、側面窓扉配置は11d41d11（運転室窓 - 1等室窓 - 乗降扉 - 機器室ルーバー（反対サイドはトイレ窓） - 荷物扉 - 荷物室窓 - 運転室窓）である。
- 運転室は左側運転台で、運転席右側に縦軸式のマスターコントローラーが、左側に同じく縦軸式のブレーキ弁ハンドルが設置されている。また、荷物室は荷室面積7.5m2で荷重は1.5tであるほか、各窓には保護棒が設置されている。
- 正面は貫通扉付の丸妻で、正面屋根部中央に小型の丸型前照灯と標識灯が縦列に、車体下部左右に大型の丸型前照灯が、向かって右側下部の前照灯下に小型の丸型標識灯がそれぞれ設置されている。連結器は台車取付のねじ式連結器で緩衝器が中央、フック・リングがその左右にあるタイプとなっているほか、暖房用、制御客車からの遠隔制御用の電気連結器（後位側のみ）、ブレーキ用および砂撒き装置用（後位側のみ）の連結ホースが設置されている。また、台車先頭下部に大型のスノープラウが設置されている。
- 屋根上は中央部に大型のブレーキ用抵抗器が設置され、前位側の台車上部に菱形のパンタグラフと高圧ヒューズが設置されている。なお、後位側の台車上部にもパンタグラフの搭載準備がなされている。
- 座席は2等室、3等室それぞれ称号改正後の1等室と2等室とも2+2列の4人掛けの固定式クロスシートで、2等室に1ボックスと3等室は4 ボックスの配置となっている。座席は2等、3等ともモケット貼りで、2等室のものは白色カバーのついたヘッドレスト付き、3等室のものは背摺り高さの低いものとなっており、2等室（後の1等室）から3等室（後の2等室）への客室等級変更時にはシートピッチはそのままで座席のみ変更されている。また、乗降扉は手動の2枚外開き式、荷物室扉は幅広の横引戸でいずれも下部に2段のステップが設置されており、客室窓、荷物室窓と運転室窓はいずれも大型の下落し窓となっている。
- シェレネン鉄道所有の41号機の車体塗装は同鉄道標準の、下半部をペールブルー、上半部をクリーム色として境界部に濃青色の細帯を入れた（時期によっては省略されている）もの、フルカ・オーバーアルプ鉄道所有の42-45号機は同じく同鉄道標準の濃赤色としたもので、側面の扉類は銀色、手摺は黄色であった。その後41号機は所有鉄道が変更された後の1962年にフルカ・オーバーアルプ鉄道塗装に変更されているほか、1970年代頃には全機とも側面のルーバーと正面貫通扉の渡り板も銀色に変更されている。表記類は両鉄道とも同様のもので、正面貫通扉中央と側面の各運転室窓下に機番の、側面下部中央に社名（"Sch B"もしくは"FO"）の、乗降扉横部には客室等級の、それぞれクロームメッキの切り抜き文字が設置され、その他の表記類は車体裾部に白色文字で入れられている。また、2等室窓上には2等室を表す黄色細帯が通常は入れられていたが、機体や時期によっては省略されているほか、屋根および屋根上機器、側面ルーバーが銀色もしくは、床下機器と台車はダークグレーである。
- その後1978年には44号機、45号機を使用して新しい標準塗装の試験が実施されることとなり、側面下部中央の社名と客室等級の切り抜き文字が撤去されて44号機は黄色の丸みを帯びた文字体で、45号機は白色の角ばった文字体で大きく"Furka - Oberalp"のレタリングが入り、44号機は各表記類も黄色となったほか、この塗装は45号機と編成を組むABt 4193号車にもなされている。
- 前記の試験塗装はいずれも採用されず、1989年以降順次全機が新しい標準塗装に変更されている。これはベースとなる車体の赤色が若干色調の明るいものとなって窓下に白色の太帯が入り、これの側面中央部に赤色で"Furka - Oberalp"のレタリングが入るものとなっている。

### 走行機器
- 制御方式は低圧タップ切換制御で前位側台車の2基の主電動機を制御するもので、力行時には主電動機電圧を12段で制御し、ブレーキ時には抵抗器による発電ブレーキを作用させるものとしており、主変圧器は車体機器室内に、主制御器を床下に、ブレーキ用抵抗器とヒューズ、菱形のパンタグラフ1基が屋根上に、その他の主要機器が床下に設置されている。また、制御車からの遠隔制御用の重連総括制御装置や後位側前面の電気連結器などの機器類を搭載しており、製造時にはシェレネン鉄道所有の41号機が専用の制御客車であるBCFt4 30号車と編成を組んでいたが、その後ABt 4191II-4194形の導入に伴って全機で使用されるようになっている。
- ブレーキ装置は主制御器による発電ブレーキのほか、自車用の自動空気ブレーキと直通空気ブレーキ、列車用の真空ブレーキ、手ブレーキを装備する。自動空気ブレーキは各動輪、従輪の踏面ブレーキと後位側従台車のブレーキ用ピニオンのバンドブレーキに、直通空気ブレーキは前位側動台車のピニオンのバンドブレーキに作用するもので、それぞれ各4基、1基のブレーキシリンダを装備している。また、床下にはロータリー式の電動空気圧縮機、電動真空ポンプ、空気タンクを搭載し、運転台には真空ブレーキ弁、直通空気ブレーキ弁、手ブレーキハンドルを設置しており、自動空気ブレーキは列車用の真空ブレーキに連動して作用する。
- 主電動機はBBC製交流整流子電動機 を動台車に2台搭載し、1時間定格出力426kW、牽引力118kNの性能を発揮し、90パーミルで50t、110パーミルで30t、179パーミルで15tを牽引可能となっている。駆動装置は同時に導入されたHGe4/4I形と同じ方式となっており、ラック方式はラックレールが2条のアプト式[10]で、ピニオンは各動軸にフリーで嵌込まれており、動輪と同じ主電動機で駆動され、動輪のタイヤの1/2磨耗した時に動輪とピニオンの周速が一致するようにギヤ比が設定されている。主電動機は吊掛式に装荷され、主電動機軸に装備された過荷重防止[11]用摩擦継手を経由して平歯車で1段減速されて中間軸に、中間軸から2組の平歯車でそれぞれ動輪とピニオンに1段減速で伝達される方式で、減速比は動輪が1:6.24、ピニオンが1:5.22、最高速度は粘着区間55km/h、ラック区間30km/hに設定されている。
- 台車は前位側が動台車、後位側が従台車の車軸配置2'Bozz'となっており、最急勾配179パーミルのシェレネン線で動台車が勾配の下側になるように考慮されており、あわせて重量のある主変圧器を動台車上に設置している。動台車は軸距2700mm、車輪径790mm、ピニオン径688mmのラック式台車、従台車はそれぞれ2000mm、700mmでブレーキ用ピニオン付の台車で、いずれも軸箱支持方式は円筒案内式、牽引力伝達は心皿で伝達され、枕ばねは重ね板ばね、軸ばねはコイルばねとしている。また、動台車の各軸には砂撒き装置と砂箱が装備されており、後位側動軸の砂撒き装置を後位側に連結された制御車から動作させるための空気管が引通されている。

### 改造
- 導入当初は全室3等のみであったCFhe2/4 44および45号機は1946年に41-43号機と同様に後位側客室を2等室として形式称号もBCFhe2/4形となっている。さらに1971年には本形式用の1等/2等合造制御車のABt 4191II-4194形が用意されたため、1971-78年に本形式は全室2等室に変更されて形式称号もABDeh2/4形からBDeh2/4形に変更されている。なお、全室2等室となった後は後位側の旧1等室を喫煙室、車体中央の従来からの2等室を禁煙室としている。
- 1970年前後に乗降扉を狭幅の自動扉に変更して操作回路の設置、運転室の反運転台側側面窓へバックミラーを設置などの近代化改造が順次実施されている。
- 1971年には43号機が事故によって後位側車端部を大きく損傷したため、これの復旧にあわせて片運転台化改造を実施している。これは台車中心距離を160mm、全長を150mm延長した上で車端部を切妻形状として貫通扉と幌を設置、後位側客室を車端部まで延長したもので、座席定員は1等8名/2等32名から2等40名となっている。

### 主要諸元
- 軌間：1000mm
- 電気方式：AC11kV 16.7Hz 架空線式
- 最大寸法：全長16700mm、全幅2660mm、全高3800mm（パンタグラフ折畳時）
- 軸配置：2'Bozz'
- 軸距：2700mm（動台車）、2000mm（従台車）
- 動輪径：790mm
- ピニオン径：688mm
- 従輪径：700mm
- 台車中心間距離：11550mm
- 自重：37.0t
- 粘着重量：23.5t
- 定員：1等8名、2等32名（ABDeh2/4形）、2等40名（BDeh2/4形）
- 荷重：1.5t
- 荷室面積：7.5m²
- 走行装置
  - 主制御装置：タップ切換制御
  - 主電動機：交流整流子電動機×2台（1時間定格出力：426kW、於25.9km/h）
  - 減速比：6.24（動輪）、5.52（ピニオン）
- 性能
  - 牽引力：118kN（定格）
  - 牽引トン数：15t（179パーミル）、30t（110パーミル）、50t（90パーミル）
  - 最高速度：55km/h（粘着区間）、30km/h (30km/h)
- ブレーキ装置：発電ブレーキ、空気ブレーキ、真空ブレーキ、ばねブレーキ

## 運行

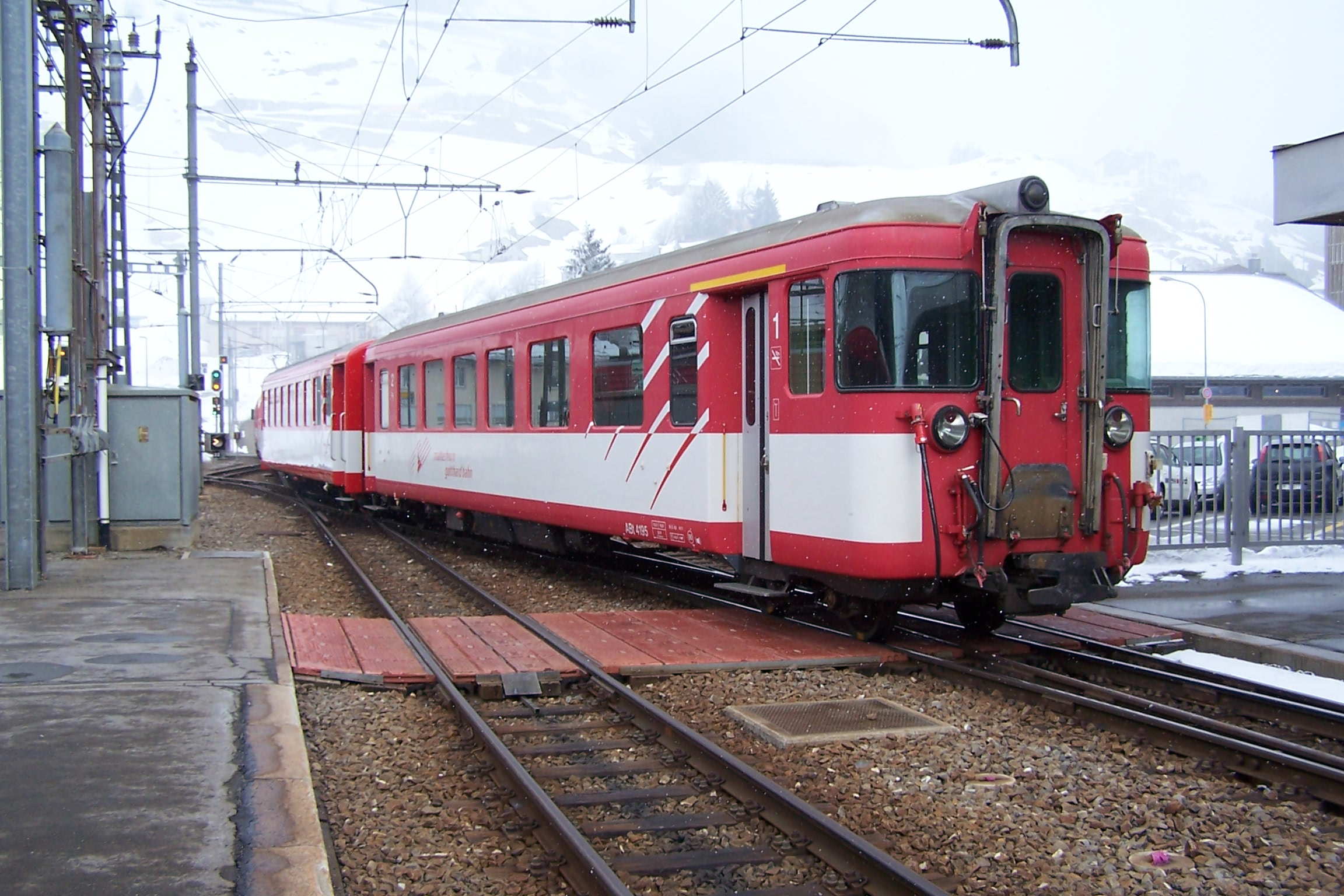
かつてBDeh2/4形と編成を組んでいた制御客車のABt 4195号車、現在のマッターホルン・ゴッタルド鉄道塗装、アンデルマット駅、2003年

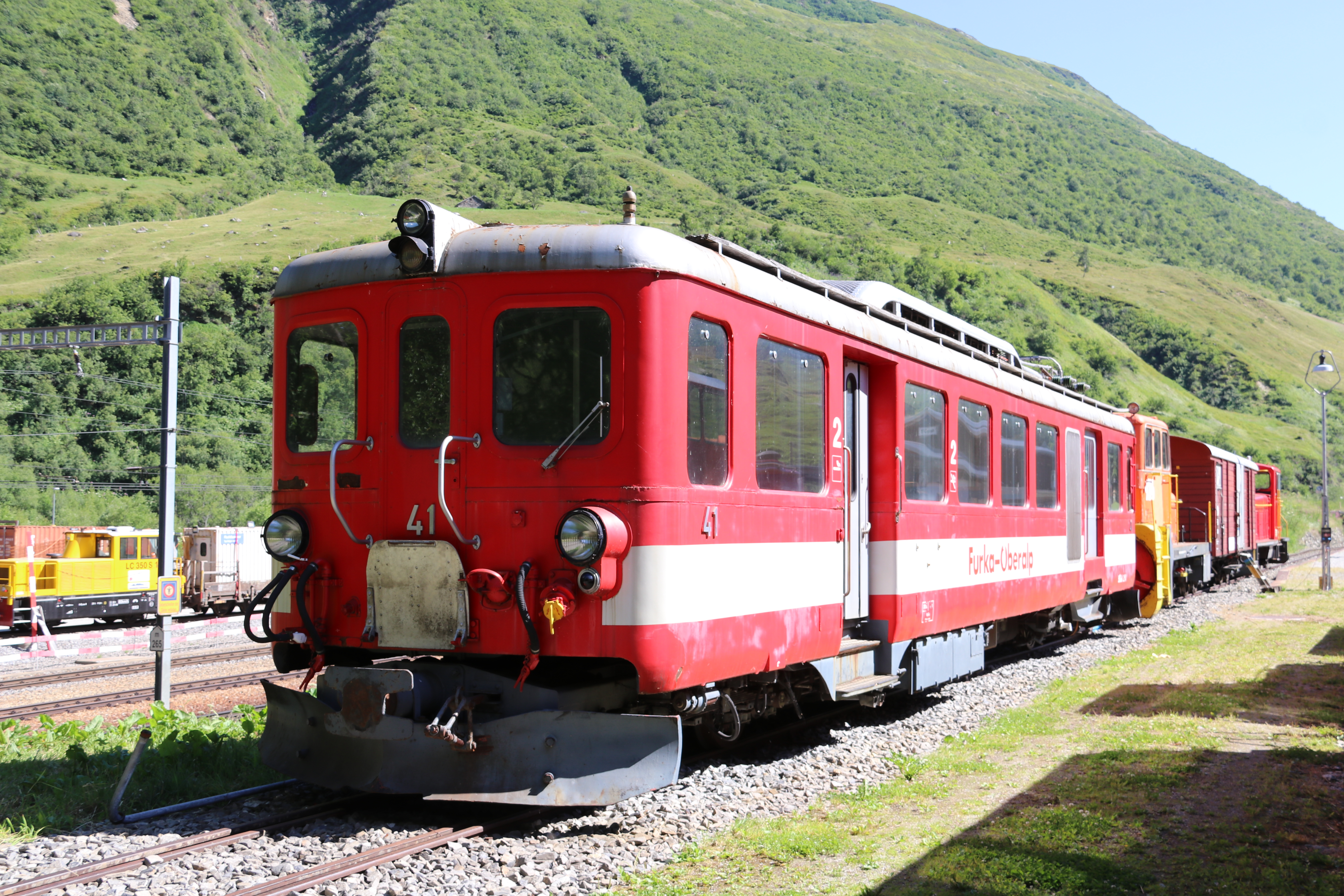
レアルプで保管されているBDeh2/4 41号機、2020年

- マッターホルン・ゴッタルド鉄道の旧フルカ・オーバーアルプ鉄道区間およびシェレネン線でローカル列車の牽引に使用されていた。
- 旧フルカ・オーバーアルプ鉄道の本線は現在では全長96.9km、最急勾配110パーミル（粘着区間は67パーミル）標高671-2033mで旧ブリーク・ フィスプ・ツェルマット鉄道およびBLS AG[12]のレッチュベルクトンネルおよびレッチュベルクベーストンネル方面、スイス国鉄のローザンヌおよびシンプロントンネル方面と接続するブリークからレーティッシュ鉄道のクール方面に接続するディゼンティス/ミュスターを結ぶ路線であり、1982年のフルカベーストンネル開業前は旧フルカ峠区間[13]は豪雪、雪崩多発地帯のため、10月半ばから翌6月初めまでの冬季はオーバーヴァルト - レアルプ間を運休していた。
- 旧シェレネン鉄道線は全長3.7km、最急勾配179パーミル[14]で、標高1435mのフルカ・ オーバーアルプ鉄道のアンデルマットと標高1106mのでスイス国鉄ゴッタルド線のゴッタルドトンネルおよびアルトドルフ方面に接続するゲシェネンを結ぶ路線である。
- シェレネン鉄道所有の41号機は1943年以降は専用の制御客車であるBCFt4 30号車を後位側（アンデルマット側）に連結した2両編成で運行されていた。なお、同車は1916年製のBCF4 31-33形のBCF4 33号車を制御客車に改造したもので、全長13.8m、自重14.8tの2等/3等/荷物合造制御客車であり、その後称号改正によりABFt4s 4191I号車となり、1968年に廃車となっている。
- フルカ・オーバーアルプ鉄道所有の42-45号機は単行もしくは数両の客車または貨車を牽引する列車で区間運行などで使用されていたが、1971年に専用の制御客車であるABt 4191II-4194形4両が導入されると、当時すでにフルカ・オーバーアルプ鉄道所有となっていた41号機を含め、制御客車と2両の半固定編成で全線の区間運行などで運行されるようになった。なお、シェレネン線には主に冬季の多客時の輸送力増強を目的に1972年製のDeh4/4 51-55形荷物電車がB 4251-4258形客車2両とABt 4151-4154形制御客車を牽引する4両編成のシャトルトレインがピーク時を中心に導入されており、本形式の運行は減少している。
- ABt 4191II-4194形はSIG製[15]の標準型客車の系列であるEW Iシリーズ[16]の1車種であり、全長17.02m、自重14.2tの1等/2等合造制御客車となっている。また、本形式用の制御客車は1980年にもABt 4195形1両が増備されている。こちらは外観はABt 4191II-4194形とほぼ同一の1等/2等合造制御客車で、同じSIG製ながら各部の設計が変更となったEW IIシリーズで、全長17.91m、自重15.8tとなっている。
- 1993年のブリークの洪水ではフルカ・オーバーアルプ鉄道の車両の多くが被害を受けたが、本形式でもBDeh2/4 42および44号機が浸水し、そのまま本格的には復旧されず2000年に廃車となっている。なお、この洪水では本形式と編成を組むABt 4191II-4194形のうちABt 4191II号車とABt 4192号車が被害に遭い、シュタッドラー・レール社で全室2等車として復旧されてBt 4291号車およびBt 4292号車となっている。このほか43号機が1995年に、45号機が2001年に廃車となっている。
- 2001年以降運行されていなかったBDeh2/4 41号機はその後2010年にフルカ山岳蒸気鉄道に譲渡されて保管されており、非電化の同鉄道での動態保存に向け、ディーゼル発電機の搭載による電気式気動車化を含めた改造の検討が行われていた[17]。その後2020年に、マッターホルン・ゴッタルド鉄道の歴史的車両保存団体のMGBahn-Historic[18]に譲渡され、フルカ山岳蒸気鉄道には代替として保守用機のXmh1/2 2962号機とタンク車のUhk2872号車が譲渡され、レアルプに留置されている[19]。